# Carmen (film, 2021)
Carmen je dramatický film z roku 2021, jehož scénář napsala a režírovala maltská filmařka Valerie Buhagiar. Ve filmu, částečně inspirovaném skutečnými zážitky autorčiny vlastní tety Rity, hraje Natascha McElhone maltskou starou pannu Carmen, která strávila celý svůj dospělý život pečovatlskou službou o svého bratra, římskokatolického kněze, avšak s blížící se padesátkou touží svobodně prozkoumávat své vlastní životní touhy a cíle. Ve snímku hrají Steven Love, Michaela Farrugia, Peter Galea, Mikhail Basmadjian, Henry Zammit Cordina a Richard Clarkin.

## Produkce
Natáčení filmu probíhalo na Maltě v roce 2019.

## Uvedení a přijetí
Snímek měl projekci pro distributory v programu Industry Selects na Mezinárodním filmovém festivalu v Torontu v roce 2021, veřejnosti však představen nebyl. Svou veřejnou premiéru měl téhož roku na filmovém festivalu ve Whistleru, kde Diego Guijarro získal cenu za nejlepší kameru v Borsosově filmové soutěži. V roce 2022 byl promítán na Kanadském filmovém festivalu v Torontu, kde získal cenu za nejlepší film.
Film byl 19. srpna 2022 uveden společností Vortex Media ve vybraných kanadských kinech a 23. září téhož roku zamířil na VOD, kdy byl rovněž uveden společností Good Deed Entertainment do kin ve velkých městech a na VOD ve Spojených státech amerických. Na Maltě byl uveden do kin 21. září 2022.
Na recenzním agregátoru Rotten Tomatoes získal film z 24 recenzí 100 % kladných hodnocení. Server Metacritic udělil filmu na základě 5 recenzí skóre 66/100, což znamená hodnocení „obecně příznivé“ (Generally Favorable).